# Amilia Onyx
Amilia Onyx (Pittsburgh, Pensilvania; 16 de marzo de 1999) es una actriz pornográfica y modelo erótica estadounidense.

## Biografía
Amilia Onyx, nombre artístico, nació en marzo de 1999 en la ciudad de Pittsburgh, en el Condado de Allegheny de Pensilvania. Antes de dedicarse a la pornografía trabajó como camarera y realizó algunas sesiones como modelo erótica. Crecida en un entorno conservador, decidió abandonar su hogar y marcharse a California en 2017 para ingresar en la industria pornográfica.
Debutante con 18 años como actriz pornográfica, ha trabajado para productoras como Elegant Angel, Lethal Hardcore, Girlfriends Films, Blazed Studios, Naughty America, Kelly Madison Networks, Devil's Film, Filly Films, Brazzers o Pornstar Platinum, destacando sus producciones con Kink.com, con las que ha grabado varias escenas BDSM.
Ha aparecido en más de 120 películas como actriz.
Algunas películas suyas son Battle of the Asses 7, Big Bodacious Knockers 14, I'm Young, Dumb And Thirsty For Cum 8, My New Black Stepdaddy 22, Stepdaughters Creampied 3 o Super Racks 4.